# Forgive and Forget (ER)
Forgive and Forget is de zestiende aflevering van het tiende seizoen van de televisieserie ER, die voor het eerst werd uitgezonden op 26 februari 2004.

## Verhaal
Dr. Kovac krijgt bezoek van een oude vriendin uit Congo, Gillian. Als Taggart hen samen ziet kussen, wordt zij jaloers en laat dit ook aan hem merken. Ondertussen behandelt hij een dertienjarige jongen met chlamydiasis. Hij is geschokt omdat een jonge jongen dit al heeft en dit wordt erger als blijkt dat de jongen verschillende meisjes hiermee heeft besmet.
Lockhart is boos op dr. Morris omdat hij een patiënt naar huis heeft gestuurd terwijl hij een psychiater had moeten bezoeken. Uit wraak steelt de patiënt een tank en gaat hiermee terug naar de SEH. De politie moet alle zeilen bijzetten om hem te stoppen, wat net voor de ingang van de SEH lukt.
Martin krijgt op de SEH een hartinfarct en wordt snel door de artsen geholpen. Zij zien een andere kant van hem wanneer zijn vrouw en dochter hem opzoeken.
Dr. Corday speelt een gevaarlijk spel wanneer zij met twee mannen tegelijk een relatie heeft.

## Rolverdeling

### Hoofdrollen
- Noah Wyle - Dr. John Carter
- Mekhi Phifer - Dr. Gregory Pratt
- Alex Kingston - Dr. Elizabeth Corday
- Goran Višnjić - Dr. Luka Kovac
- Ming-Na - Dr. Jing-Mei Chen
- Laura Innes - Dr. Kerry Weaver
- Scott Grimes - Dr. Archie Morris
- Paul Blackthorne - Dr. Jeremy Lawson
- Sam Anderson - Dr. Jack Kayson
- Linda Cardellini - verpleegster Samantha 'Sam' Taggart
- Oliver Davis - Alex Taggart
- Laura Cerón - verpleegster Chuny Marquez
- Demetrius Navarro - ambulancemedewerker Morales
- Michelle Bonilla - ambulancemedewerker Christine Harms
- Emily Wagner - ambulancemedewerker Doris Pickman
- Parminder Nagra - Neela Rasgrota
- Maura Tierney - Abby Lockhart
- Troy Evans - Frank Martin
- Rossif Sutherland - Lester Kertzenstein

### Gastrollen (selectie)
- Steven Culp - Dave Spencer
- Simone-Élise Girard - Gillian
- Jessica Chastain - Dahlia Taslitz
- Khleo Thomas - Brian
- Shannon Wilcox - Connie Martin
- Kathleen Mary Carthy - verpleegster Blake
- Sumalee Montano - Duvata Mahal